# Helena van Waldeck-Pyrmont (1861-1922)
Helena Frederika Augusta van Waldeck-Pyrmont (Schloss Arolsen, Arolsen (Waldeck), 17 februari 1861 — Hinterriß (Tirol), 1 september 1922) was de dochter van George Victor van Waldeck-Pyrmont en Helena van Nassau. Helena was de jongere zus van de Nederlandse koningin Emma.
Helena werd geboren te Arolsen, de hoofdstad van het toenmalige vorstendom Waldeck-Pyrmont in Duitsland. Zij was de vierde dochter van George Victor van Waldeck-Pyrmont en Helena van Nassau.
Haar grootouders van moeders zijde waren Willem van Nassau en Pauline van Württemberg

## Huwelijk en gezin
Samen met haar zusters Emma van Waldeck-Pyrmont en Pauline van Waldeck-Pyrmont was zij huwelijkskandidate voor het tweede huwelijk van koning Willem III der Nederlanden. Later ontmoette zij op suggestie van koningin Victoria haar toekomstige echtgenoot prins Leopold, hertog van Albany. Leopold was een achterneef van Helena's grootmoeder Pauline van Württemberg (1800-1873), zij waren beiden kleinkinderen van Frederik, prins van Wales. Op 27 april 1882 trouwde Helena in de St. George's Chapel van Windsor Castle met Leopold van Albany, het achtste kind en de jongste zoon van koningin Victoria van het Verenigd Koninkrijk. Na haar huwelijk kreeg Helena de titel "Her Royal Highness the Duchess of Albany". Dit huwelijk was zeer gelukkig, maar van korte duur, toen de aan hemofilie lijdende Leopold na anderhalf jaar overleed.
Zij kregen twee kinderen:
- Alice Maria Victoria (1883-1981)
- Karel Eduard (1884-1954)

Volgens de memoires van Helena's dochter Alice, was Helena een zeer intelligente vrouw met een sterk plichtsbesef en had zij net als haar zuster Emma een grote passie voor liefdadigheidswerk. Koningin Victoria was aanvankelijk bang dat Helena een typische afstandelijke Duitse prinses zou zijn, dit beschreef zij in een brief aan haar oudste dochter, maar ze was erg blij dat Helena ervan hield om zich onder het volk te begeven. De koningin waardeerde haar schoondochter zeer en had veel respect voor haar, al bleek uit de briefwisseling met haar dochter, dat zij bezorgd was dat Helena zeer intellectueel was en onwaarschijnlijk goed opgeleid voor een prinses.
Voor haar huwelijk had Helena's vader, Georg Victor, haar schoolhoofd gemaakt van de lagere scholen in het vorstendom. Zij had dus zelf kinderen onderwezen en schepte vooral genoegen in het oplossen van wiskundige vraagstukken en het lezen van filosofische werken. Helena's man Leopold stelde haar trots voor aan een groep geleerden van Oxford University, dit zouden vrienden van Helena blijven voor de rest van haar leven.
In 1894 richtte Helena het Deptford Fund op om vrouwen die in slachterijen gevaarlijk werk verrichtten, te helpen ander emplooi te vinden. Al spoedig breidde het Deptford Fund zijn activiteiten uit ter ondersteuning van andere projecten ten behoeve van de lokale bevolking. Helena deed erg veel aan liefdadigheid, ook veel samen met haar schoonzus prinses Beatrice van het Verenigd Koninkrijk tijdens de Eerste Wereldoorlog.

## Levensloop
Na de dood van haar echtgenoot bleef Helena samen met haar kinderen, Alice en Charles Edward, wonen op Claremont House. In 1900 na de dood van haar zwager Alfred die erfgenaam was van Saksen-Coburg en Gotha werd haar zestienjarige zoon Karel Eduard de nieuwe erfgenaam van dit Duitse hertogdom. Hij moest daarom zijn moeder en zuster verlaten om daar te gaan wonen. Helena's dochter Alice Maria Victoria bleef wel in Engeland wonen. Ze trouwde met Alexander van Teck, een broer van Mary van Teck, de echtgenote van koning George V van het Verenigd Koninkrijk.
In 1901 waren er geruchten dat Helena zou trouwen met Archibald Primrose, de vijfde graaf van Rosebery.
Prinses Helena van Waldeck-Pyrmont stierf op 1 september 1922 op 61-jarige leeftijd aan de gevolgen van een hartaanval in Tirol, Oostenrijk, toen zij daar haar zoon bezocht.
Via haar zoon is Helena de overgrootmoeder van de huidige koning van Zweden, Carl Gustaf XVI.

## Kwartierstaat
| George I van Waldeck-Pyrmont (1747-1813) | George I van Waldeck-Pyrmont (1747-1813) | George I van Waldeck-Pyrmont (1747-1813) | George I van Waldeck-Pyrmont (1747-1813) | George I van Waldeck-Pyrmont (1747-1813)  | George I van Waldeck-Pyrmont (1747-1813)  | Augusta van Schwarzburg-Ebeleben (1767-1849) | Augusta van Schwarzburg-Ebeleben (1767-1849) | Augusta van Schwarzburg-Ebeleben (1767-1849) | Augusta van Schwarzburg-Ebeleben (1767-1849) | Augusta van Schwarzburg-Ebeleben (1767-1849)  | Augusta van Schwarzburg-Ebeleben (1767-1849)  |                                               |                                               | Victor II van Anhalt-Bernburg-Schaumburg-Hoym (1767-1812) | Victor II van Anhalt-Bernburg-Schaumburg-Hoym (1767-1812) | Victor II van Anhalt-Bernburg-Schaumburg-Hoym (1767-1812) | Victor II van Anhalt-Bernburg-Schaumburg-Hoym (1767-1812) | Victor II van Anhalt-Bernburg-Schaumburg-Hoym (1767-1812) | Victor II van Anhalt-Bernburg-Schaumburg-Hoym (1767-1812) | Amalia van Nassau-Weilburg (1776−1841)               | Amalia van Nassau-Weilburg (1776−1841)               | Amalia van Nassau-Weilburg (1776−1841) | Amalia van Nassau-Weilburg (1776−1841) | Amalia van Nassau-Weilburg (1776−1841) | Amalia van Nassau-Weilburg (1776−1841) |                                      |                                      | Frederik Willem van Nassau-Weilburg (1768-1816) | Frederik Willem van Nassau-Weilburg (1768-1816) | Frederik Willem van Nassau-Weilburg (1768-1816) | Frederik Willem van Nassau-Weilburg (1768-1816) | Frederik Willem van Nassau-Weilburg (1768-1816) | Frederik Willem van Nassau-Weilburg (1768-1816) | Louise van Sayn-Hachenburg (1772-1827) | Louise van Sayn-Hachenburg (1772-1827) | Louise van Sayn-Hachenburg (1772-1827) | Louise van Sayn-Hachenburg (1772-1827) | Louise van Sayn-Hachenburg (1772-1827) | Louise van Sayn-Hachenburg (1772-1827) |                                           |                                           | Paul van Württemberg (1785-1852)          | Paul van Württemberg (1785-1852)          | Paul van Württemberg (1785-1852)          | Paul van Württemberg (1785-1852)          | Paul van Württemberg (1785-1852)    | Paul van Württemberg (1785-1852)    | Catharine Charlotte van Saksen-Hildburghausen (1787-1847) | Catharine Charlotte van Saksen-Hildburghausen (1787-1847) | Catharine Charlotte van Saksen-Hildburghausen (1787-1847) | Catharine Charlotte van Saksen-Hildburghausen (1787-1847) | Catharine Charlotte van Saksen-Hildburghausen (1787-1847) | Catharine Charlotte van Saksen-Hildburghausen (1787-1847) |  |  |  |  |  |  |  |  |  |  |  |  |  |  |  |  |  |  |  |  |  |  |  |  |  |  |  |  |  |  |  |  |  |  |  |  |  |  |  |  |  |  |  |  |  |  |  |  |
| George I van Waldeck-Pyrmont (1747-1813) | George I van Waldeck-Pyrmont (1747-1813) | George I van Waldeck-Pyrmont (1747-1813) | George I van Waldeck-Pyrmont (1747-1813) | George I van Waldeck-Pyrmont (1747-1813)  | George I van Waldeck-Pyrmont (1747-1813)  | Augusta van Schwarzburg-Ebeleben (1767-1849) | Augusta van Schwarzburg-Ebeleben (1767-1849) | Augusta van Schwarzburg-Ebeleben (1767-1849) | Augusta van Schwarzburg-Ebeleben (1767-1849) | Augusta van Schwarzburg-Ebeleben (1767-1849)  | Augusta van Schwarzburg-Ebeleben (1767-1849)  |                                               |                                               | Victor II van Anhalt-Bernburg-Schaumburg-Hoym (1767-1812) | Victor II van Anhalt-Bernburg-Schaumburg-Hoym (1767-1812) | Victor II van Anhalt-Bernburg-Schaumburg-Hoym (1767-1812) | Victor II van Anhalt-Bernburg-Schaumburg-Hoym (1767-1812) | Victor II van Anhalt-Bernburg-Schaumburg-Hoym (1767-1812) | Victor II van Anhalt-Bernburg-Schaumburg-Hoym (1767-1812) | Amalia van Nassau-Weilburg (1776−1841)               | Amalia van Nassau-Weilburg (1776−1841)               | Amalia van Nassau-Weilburg (1776−1841) | Amalia van Nassau-Weilburg (1776−1841) | Amalia van Nassau-Weilburg (1776−1841) | Amalia van Nassau-Weilburg (1776−1841) |                                      |                                      | Frederik Willem van Nassau-Weilburg (1768-1816) | Frederik Willem van Nassau-Weilburg (1768-1816) | Frederik Willem van Nassau-Weilburg (1768-1816) | Frederik Willem van Nassau-Weilburg (1768-1816) | Frederik Willem van Nassau-Weilburg (1768-1816) | Frederik Willem van Nassau-Weilburg (1768-1816) | Louise van Sayn-Hachenburg (1772-1827) | Louise van Sayn-Hachenburg (1772-1827) | Louise van Sayn-Hachenburg (1772-1827) | Louise van Sayn-Hachenburg (1772-1827) | Louise van Sayn-Hachenburg (1772-1827) | Louise van Sayn-Hachenburg (1772-1827) |                                           |                                           | Paul van Württemberg (1785-1852)          | Paul van Württemberg (1785-1852)          | Paul van Württemberg (1785-1852)          | Paul van Württemberg (1785-1852)          | Paul van Württemberg (1785-1852)    | Paul van Württemberg (1785-1852)    | Catharine Charlotte van Saksen-Hildburghausen (1787-1847) | Catharine Charlotte van Saksen-Hildburghausen (1787-1847) | Catharine Charlotte van Saksen-Hildburghausen (1787-1847) | Catharine Charlotte van Saksen-Hildburghausen (1787-1847) | Catharine Charlotte van Saksen-Hildburghausen (1787-1847) | Catharine Charlotte van Saksen-Hildburghausen (1787-1847) |  |  |  |  |  |  |  |  |  |  |  |  |  |  |  |  |  |  |  |  |  |  |  |  |  |  |  |  |  |  |  |  |  |  |  |  |  |  |  |  |  |  |  |  |  |  |  |  |
|                                          |                                          |                                          |                                          |                                           |                                           |                                              |                                              |                                              |                                              |                                               |                                               |                                               |                                               |                                                           |                                                           |                                                           |                                                           |                                                           |                                                           |                                                      |                                                      |                                        |                                        |                                        |                                        |                                      |                                      |                                                 |                                                 |                                                 |                                                 |                                                 |                                                 |                                        |                                        |                                        |                                        |                                        |                                        |                                           |                                           |                                           |                                           |                                           |                                           |                                     |                                     |                                                           |                                                           |                                                           |                                                           |                                                           |                                                           |  |  |  |  |  |  |  |  |  |  |  |  |  |  |  |  |  |  |  |  |  |  |  |  |  |  |  |  |  |  |  |  |  |  |  |  |  |  |  |  |  |  |  |  |  |  |  |  |
|                                          |                                          |                                          |                                          | George II van Waldeck-Pyrmont (1789-1845) | George II van Waldeck-Pyrmont (1789-1845) | George II van Waldeck-Pyrmont (1789-1845)    | George II van Waldeck-Pyrmont (1789-1845)    | George II van Waldeck-Pyrmont (1789-1845)    | George II van Waldeck-Pyrmont (1789-1845)    |                                               |                                               |                                               |                                               |                                                           |                                                           | Emma van Anhalt-Bernburg-Schaumburg-Hoym (1802-1858)      | Emma van Anhalt-Bernburg-Schaumburg-Hoym (1802-1858)      | Emma van Anhalt-Bernburg-Schaumburg-Hoym (1802-1858)      | Emma van Anhalt-Bernburg-Schaumburg-Hoym (1802-1858)      | Emma van Anhalt-Bernburg-Schaumburg-Hoym (1802-1858) | Emma van Anhalt-Bernburg-Schaumburg-Hoym (1802-1858) |                                        |                                        |                                        |                                        |                                      |                                      |                                                 |                                                 |                                                 |                                                 | Willem van Nassau (1792-1839)                   | Willem van Nassau (1792-1839)                   | Willem van Nassau (1792-1839)          | Willem van Nassau (1792-1839)          | Willem van Nassau (1792-1839)          | Willem van Nassau (1792-1839)          |                                        |                                        |                                           |                                           |                                           |                                           | Pauline van Württemberg (1810-1856)       | Pauline van Württemberg (1810-1856)       | Pauline van Württemberg (1810-1856) | Pauline van Württemberg (1810-1856) | Pauline van Württemberg (1810-1856)                       | Pauline van Württemberg (1810-1856)                       |                                                           |                                                           |                                                           |                                                           |  |  |  |  |  |  |  |  |  |  |  |  |  |  |  |  |  |  |  |  |  |  |  |  |  |  |  |  |  |  |  |  |  |  |  |  |  |  |  |  |  |  |  |  |  |  |  |  |
|                                          |                                          |                                          |                                          | George II van Waldeck-Pyrmont (1789-1845) | George II van Waldeck-Pyrmont (1789-1845) | George II van Waldeck-Pyrmont (1789-1845)    | George II van Waldeck-Pyrmont (1789-1845)    | George II van Waldeck-Pyrmont (1789-1845)    | George II van Waldeck-Pyrmont (1789-1845)    |                                               |                                               |                                               |                                               |                                                           |                                                           | Emma van Anhalt-Bernburg-Schaumburg-Hoym (1802-1858)      | Emma van Anhalt-Bernburg-Schaumburg-Hoym (1802-1858)      | Emma van Anhalt-Bernburg-Schaumburg-Hoym (1802-1858)      | Emma van Anhalt-Bernburg-Schaumburg-Hoym (1802-1858)      | Emma van Anhalt-Bernburg-Schaumburg-Hoym (1802-1858) | Emma van Anhalt-Bernburg-Schaumburg-Hoym (1802-1858) |                                        |                                        |                                        |                                        |                                      |                                      |                                                 |                                                 |                                                 |                                                 | Willem van Nassau (1792-1839)                   | Willem van Nassau (1792-1839)                   | Willem van Nassau (1792-1839)          | Willem van Nassau (1792-1839)          | Willem van Nassau (1792-1839)          | Willem van Nassau (1792-1839)          |                                        |                                        |                                           |                                           |                                           |                                           | Pauline van Württemberg (1810-1856)       | Pauline van Württemberg (1810-1856)       | Pauline van Württemberg (1810-1856) | Pauline van Württemberg (1810-1856) | Pauline van Württemberg (1810-1856)                       | Pauline van Württemberg (1810-1856)                       |                                                           |                                                           |                                                           |                                                           |  |  |  |  |  |  |  |  |  |  |  |  |  |  |  |  |  |  |  |  |  |  |  |  |  |  |  |  |  |  |  |  |  |  |  |  |  |  |  |  |  |  |  |  |  |  |  |  |
|                                          |                                          |                                          |                                          |                                           |                                           |                                              |                                              |                                              |                                              | George Victor van Waldeck-Pyrmont (1831-1893) | George Victor van Waldeck-Pyrmont (1831-1893) | George Victor van Waldeck-Pyrmont (1831-1893) | George Victor van Waldeck-Pyrmont (1831-1893) | George Victor van Waldeck-Pyrmont (1831-1893)             | George Victor van Waldeck-Pyrmont (1831-1893)             |                                                           |                                                           |                                                           |                                                           |                                                      |                                                      |                                        |                                        |                                        |                                        |                                      |                                      |                                                 |                                                 |                                                 |                                                 |                                                 |                                                 |                                        |                                        |                                        |                                        | Helena van Nassau (1831-1888)          | Helena van Nassau (1831-1888)          | Helena van Nassau (1831-1888)             | Helena van Nassau (1831-1888)             | Helena van Nassau (1831-1888)             | Helena van Nassau (1831-1888)             |                                           |                                           |                                     |                                     |                                                           |                                                           |                                                           |                                                           |                                                           |                                                           |  |  |  |  |  |  |  |  |  |  |  |  |  |  |  |  |  |  |  |  |  |  |  |  |  |  |  |  |  |  |  |  |  |  |  |  |  |  |  |  |  |  |  |  |  |  |  |  |
|                                          |                                          |                                          |                                          |                                           |                                           |                                              |                                              |                                              |                                              | George Victor van Waldeck-Pyrmont (1831-1893) | George Victor van Waldeck-Pyrmont (1831-1893) | George Victor van Waldeck-Pyrmont (1831-1893) | George Victor van Waldeck-Pyrmont (1831-1893) | George Victor van Waldeck-Pyrmont (1831-1893)             | George Victor van Waldeck-Pyrmont (1831-1893)             |                                                           |                                                           |                                                           |                                                           |                                                      |                                                      |                                        |                                        |                                        |                                        |                                      |                                      |                                                 |                                                 |                                                 |                                                 |                                                 |                                                 |                                        |                                        |                                        |                                        | Helena van Nassau (1831-1888)          | Helena van Nassau (1831-1888)          | Helena van Nassau (1831-1888)             | Helena van Nassau (1831-1888)             | Helena van Nassau (1831-1888)             | Helena van Nassau (1831-1888)             |                                           |                                           |                                     |                                     |                                                           |                                                           |                                                           |                                                           |                                                           |                                                           |  |  |  |  |  |  |  |  |  |  |  |  |  |  |  |  |  |  |  |  |  |  |  |  |  |  |  |  |  |  |  |  |  |  |  |  |  |  |  |  |  |  |  |  |  |  |  |  |
|                                          |                                          |                                          |                                          |                                           |                                           |                                              |                                              |                                              |                                              |                                               |                                               |                                               |                                               |                                                           |                                                           |                                                           |                                                           |                                                           |                                                           |                                                      |                                                      |                                        |                                        |                                        |                                        |                                      |                                      |                                                 |                                                 |                                                 |                                                 |                                                 |                                                 |                                        |                                        |                                        |                                        |                                        |                                        |                                           |                                           |                                           |                                           |                                           |                                           |                                     |                                     |                                                           |                                                           |                                                           |                                                           |                                                           |                                                           |  |  |  |  |  |  |  |  |  |  |  |  |  |  |  |  |  |  |  |  |  |  |  |  |  |  |  |  |  |  |  |  |  |  |  |  |  |  |  |  |  |  |  |  |  |  |  |  |
|                                          |                                          |                                          |                                          |                                           |                                           |                                              |                                              |                                              |                                              |                                               |                                               |                                               |                                               |                                                           |                                                           |                                                           |                                                           |                                                           |                                                           |                                                      |                                                      |                                        |                                        |                                        |                                        |                                      |                                      |                                                 |                                                 |                                                 |                                                 |                                                 |                                                 |                                        |                                        |                                        |                                        |                                        |                                        |                                           |                                           |                                           |                                           |                                           |                                           |                                     |                                     |                                                           |                                                           |                                                           |                                                           |                                                           |                                                           |  |  |  |  |  |  |  |  |  |  |  |  |  |  |  |  |  |  |  |  |  |  |  |  |  |  |  |  |  |  |  |  |  |  |  |  |  |  |  |  |  |  |  |  |  |  |  |  |
| Sophie van Waldeck-Pyrmont (1854-1869)   | Sophie van Waldeck-Pyrmont (1854-1869)   | Sophie van Waldeck-Pyrmont (1854-1869)   | Sophie van Waldeck-Pyrmont (1854-1869)   | Sophie van Waldeck-Pyrmont (1854-1869)    | Sophie van Waldeck-Pyrmont (1854-1869)    |                                              |                                              | Pauline van Waldeck-Pyrmont (1855-1925)      | Pauline van Waldeck-Pyrmont (1855-1925)      | Pauline van Waldeck-Pyrmont (1855-1925)       | Pauline van Waldeck-Pyrmont (1855-1925)       | Pauline van Waldeck-Pyrmont (1855-1925)       | Pauline van Waldeck-Pyrmont (1855-1925)       |                                                           |                                                           | Maria van Waldeck-Pyrmont (1857-1882)                     | Maria van Waldeck-Pyrmont (1857-1882)                     | Maria van Waldeck-Pyrmont (1857-1882)                     | Maria van Waldeck-Pyrmont (1857-1882)                     | Maria van Waldeck-Pyrmont (1857-1882)                | Maria van Waldeck-Pyrmont (1857-1882)                |                                        |                                        | Emma van Waldeck-Pyrmont (1858–1934)   | Emma van Waldeck-Pyrmont (1858–1934)   | Emma van Waldeck-Pyrmont (1858–1934) | Emma van Waldeck-Pyrmont (1858–1934) | Emma van Waldeck-Pyrmont (1858–1934)            | Emma van Waldeck-Pyrmont (1858–1934)            |                                                 |                                                 | Helena van Waldeck-Pyrmont (1861-1922)          | Helena van Waldeck-Pyrmont (1861-1922)          | Helena van Waldeck-Pyrmont (1861-1922) | Helena van Waldeck-Pyrmont (1861-1922) | Helena van Waldeck-Pyrmont (1861-1922) | Helena van Waldeck-Pyrmont (1861-1922) |                                        |                                        | Friedrich van Waldeck-Pyrmont (1865-1946) | Friedrich van Waldeck-Pyrmont (1865-1946) | Friedrich van Waldeck-Pyrmont (1865-1946) | Friedrich van Waldeck-Pyrmont (1865-1946) | Friedrich van Waldeck-Pyrmont (1865-1946) | Friedrich van Waldeck-Pyrmont (1865-1946) |                                     |                                     | Elisabeth van Waldeck-Pyrmont (1873-1961)                 | Elisabeth van Waldeck-Pyrmont (1873-1961)                 | Elisabeth van Waldeck-Pyrmont (1873-1961)                 | Elisabeth van Waldeck-Pyrmont (1873-1961)                 | Elisabeth van Waldeck-Pyrmont (1873-1961)                 | Elisabeth van Waldeck-Pyrmont (1873-1961)                 |  |  |  |  |  |  |  |  |  |  |  |  |  |  |  |  |  |  |  |  |  |  |  |  |  |  |  |  |  |  |  |  |  |  |  |  |  |  |  |  |  |  |  |  |  |  |  |  |